# Rojda Felat

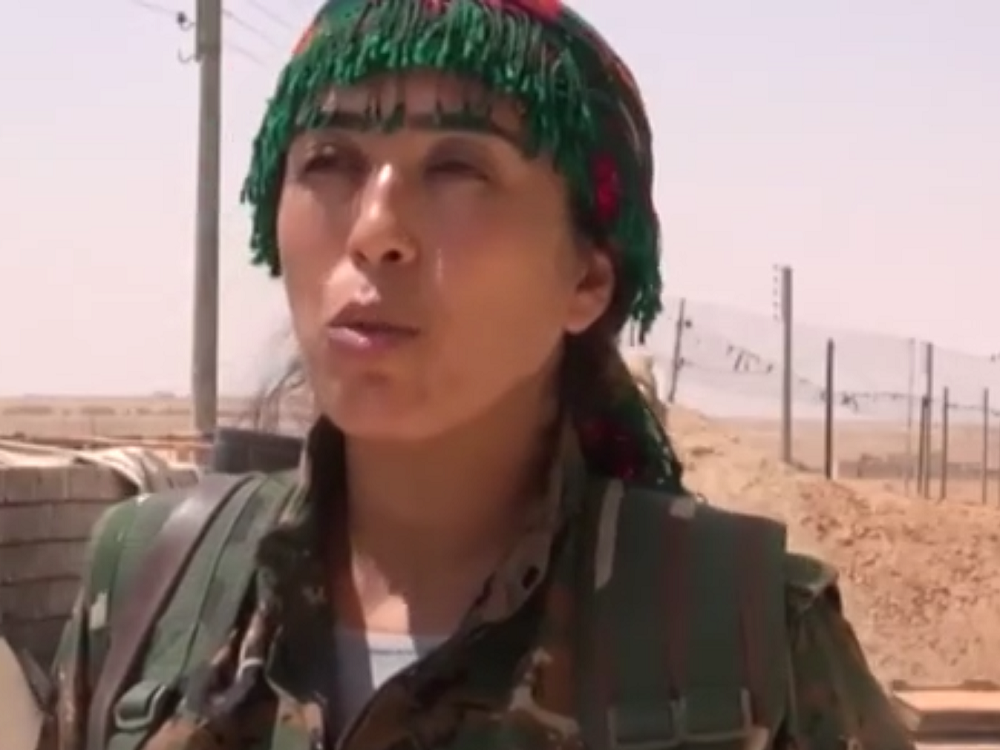
Rojda Felat (2016)

Rojda Felat (* 1980 in al-Hasaka, Syrien) ist eine syrisch-kurdische Kommandeurin der kurdisch-arabischen Demokratischen Kräfte Syriens (SDF) und der kurdischen Frauenverteidigungseinheiten (YPJ).

## Leben
2011 brach sie ihr Studium in Arabischer Literatur an der Universität von al-Hasaka ab und schloss sich den YPG an. Felat kämpfte darauf gegen die Terrororganisation IS. Sie begründet ihren Einsatz folgendermaßen:

„Mein Hauptziel ist, die kurdischen und syrischen Frauen von den Fesseln der traditionellen Gesellschaft und der Kontrolle zu befreien, genauso wie ganz Syrien von Terrorismus und Tyrannei zu befreien.“

 Ihr Bruder Mezul trat den YPG auch bei. Er starb bei der Explosion einer Straßenbombe im Jahre 2013.
Felat bezeichnet sich selbst als radikale Feministin. Sie ist Kommandeurin von insgesamt 15.000 kurdischen Kämpfern. Als ihre Vorbilder nennt sie Napoleon, Bismarck und Saladin und weiter die kurdische Volksheldin Arin Mirkan, die sich bei der Schlacht um Kobanê lieber selbst tötete, als dem IS in die Hände zu fallen. Unter anderem kämpfte Felat bei Gefechten im Gouvernement al-Hasaka und um die Stadt asch-Schaddadi, die nach drei Tagen erobert wurde.